# 雷·馬古斯
文奴·雷·馬古斯（葡萄牙語：Manuel Rui Marques，1977年9月3日—）是一名安哥拉足球員，小時便移民至葡萄牙，司職後衛。

## 球員生涯

### 球會
99/00球季，馬古斯加盟德國球會烏爾姆1846，00/01球季便轉投哈化柏林，01/02球季轉投史特加，並效力長達4季，04/05球季轉投馬里迪莫，及後利用博斯曼法案轉投列斯聯。
馬古斯為列斯聯首次上陣是聯賽盃對奧咸的賽事，但卻是當上他不熟悉的左閘，及後便外借至侯城，06/07球季，馬古斯重返列斯聯，但領隊丹尼斯·韋斯並不重用他，並讓他自由轉會，然而他卻努力地力求生存。
在2007年1月1日，馬古斯的毅力和堅持，令到他得以出戰高雲地利，在此戰，馬古斯充份表現出其中堅技術，令他重返一隊。然而，列斯聯卻降落英甲，但馬古斯卻未有離開球會，更於2007年8月7日與列斯聯簽下新合約。
在2007年8月18日，馬古斯在列斯聯對修安聯的賽事中，攻入加盟列斯聯以來的第一球，並助球隊大勝4-1。
在非洲國家盃期間，保羅·亨廷頓一直代為出戰聯賽，其優秀表現取代了馬古斯的位置，令到該名安哥拉國腳只能作偶然替補上陣，由於馬古斯的合約將近結束，因此吸引了新特蘭、屈福特和水晶宮的注意希望羅致馬古斯，但在現任列斯聯領隊加利·麥亞里士打極力挽留下，最終在2008年5月20日與列斯聯簽定了兩年合約。
2010年5月14日，他被球會所放棄。

## 國家隊
安哥拉國家隊自1995年已致力尋找在國外而有安哥拉背景的球員加強實力，在7歲已移居葡萄牙的馬古斯於2002年在德國史特加時已被賞識，但拒絕入伍。馬古斯在2005年年尾獲召加入國家隊備戰非洲國家盃，但其後落選決賽周大隊陣容。安哥拉在非洲國家盃首輪分組賽出局後重整軍容備戰2006年世界盃，馬古斯獲選加入安哥拉。2006年6月16日分組初賽第二場對墨西哥獲替補上場，最後一場分組初賽對伊朗同樣是替補上場，安哥拉3戰獲2分於分組初賽出局。
2007年12月20日，馬古斯獲選入翌年舉行的非洲國家盃的安哥拉初選名單，並順利入選23人決選名單。2008年1月27日分組初賽首場後上3-1擊敗塞內加爾，次場0-0賽和突尼西亞後已篤定晉級八強，2月4日八強戰1-2不敵最終冠軍埃及，結束馬古斯及「黑羚羊」（Palancas Negras）非洲國家盃之旅。

## 外部連結
足球数据库：雷·馬古斯的球员统计数据